# Andy Mulligan
Andy Mulligan (Londra, 20 marzo 1966) è uno scrittore britannico.

## Biografia
Nato nel 1966 a Londra, vive e lavora tra la capitale inglese e Manila.
Dopo gli studi all'Università di Oxford, ha lavorato per un decennio come direttore teatrale prima di trasferirsi nei paesi in via di sviluppo come l'India, le Filippine e il Brasile per insegnare inglese e drammaturgia.
Nel 2009 ha pubblicato il suo primo libro, il romanzo per ragazzi La scuola dei mostri e in seguito ha dato alle stampe altre sei opere vincendo nel 2011 il Guardian Children's Fiction Prize con il seguito del suo esordio, Return to Ribblestrop.
É principalmente noto per il romanzo del 2010 Trash, con protagonisti tre ragazzini che trovano un misterioso tesoro tra i rifiuti della discarica di Behala, finalista alla Carnegie Medal e trasposto in pellicola da Stephen Daldry nel 2014.

## Opere

### Serie Ribblestrop
- La scuola dei mostri (Ribblestrop, 2009), Roma, Newton Compton, 2011 traduzione di Carla De Caro ISBN 978-88-541-2430-1.
- Return to Ribblestrop (2011)
- Ribblestrop Forever! (2012)

### Altri romanzi
- Trash: una storia di soldi e bambini sporchi (Trash, 2010), Milano, Rizzoli, 2012 traduzione di Mariella Martucci ISBN 978-88-17-04915-3.
- The Boy With Two Heads (2013)
- Liquidator  (2015)
- Dog (2017)

## Adattamenti cinematografici
- Trash, regia di Stephen Daldry (2014)

## Premi e riconoscimenti
- Guardian Children's Fiction Prize: 2011 vincitore con Return to Ribblestrop
- Carnegie Medal: 2012 finalista con Trash